# Jaune orangé S
« E110 » redirige ici. Pour les autres significations, voir E110 (homonymie).
Le jaune orangé sunset est un colorant alimentaire.

## Effets possibles sur la santé
Le jaune orangé sunset est un dérivé sulfonaté du colorant Sudan I, un mutagène et cancérigène de catégorie 3. Or ce dernier se retrouve sous forme de traces, d'impuretés aux côtés du jaune orangé S. Son utilisation est autorisée dans l'Union Européenne dans les catégories 1.4, 1.6.3, 4.2.4.1, 5.2, 5.3, 5.4, 6.6, 8.3.1, 8.3.3, 9.2, 9.3, 12.4, 12.6, 12.9, 13.2, 13.3, 14.1.4, 14.2.3, 14.2.4, 14.2.6, 14.2.7.1, 14.2.7.2, 14.2.7.3, 14.2.8, 16, 17.1 et 17.2.
On l'utilise dans la préparation du flan instantané.
Le jaune orangé S est, par lui-même, responsable d'allergies sur les personnes intolérantes à l'aspirine. Ces allergies ont différents symptômes, elles peuvent être, entre autres, causes de troubles gastriques, diarrhées, vomissements, urticaire et de gonflement de la peau (œdème de Quincke).
Ce colorant est aussi lié à des problèmes d'hyperactivité chez le jeune enfant.